# Ротенбург поврх Таубера
Ротенбург поврх Таубера (њем. Rothenburg ob der Tauber) градић је у њемачкој савезној држави Баварска. Једно је од 58 општинских средишта округа Ансбах. Према процени из 2021. у градићу је живело 11.238 становника. Данас је то један од само три града у Немачкој који још увек имају потпуно нетакнуте градске зидине, а друга два су Нордлинген и Динкелсбул, оба такође у Баварској. То је такође једна од немачких светских баштина.

## Географски и демографски подаци
Ротенбург поврх Таубера се налази у савезној држави Баварска у округу Ансбах, у регији Франконија. Општина се налази на надморској висини од 430 метара. Површина општине износи 41,7 km². У самом меесту је, према процени из 2021. године, живело 11.238 становника. Просечна густина становништва износи 267 становника/km².

## Име
Назив "Rothenburg ob der Tauber" не немачком значи "Црвени замак изнад Таубера". То је зато што се град налази на висоравни која гледа на реку Таубер. Што се тиче назива Ротенбург, неки кажу да потиче од немачких речи rot (црвено) и burg (средњовековно утврђено насеље), мислећи на црвену боју кровова кућа које гледају на реку.

## Међународна сарадња
| Мјесто    | Држава     | Врста сарадње | Од    |
| --------- | ---------- | ------------- | ----- |
| Червјењск | Пољска     | пријатељство  | 1989. |
| Учико     | Јапан      | пријатељство  | 1994. |
| Монтањана | Италија    | пријатељство  | 1983. |
| Ати Мон   | Француска  | партнерство   | 1976. |
|           | Чешка      | пријатељство  | 1992. |
| Ротенбург | Швајцарска | пријатељство  | 1980. |
| Јингјианг | Кина       | контакт       | 2004. |
| Суздаљ    | Русија     | партнерство   | 1988. |
| Извор     |            |               |       |